# Bāghestān-e Soflá
Bāghestān-e Soflá (persiska: Bāghestān-e Pā’īn, باغستان پائين, Sar Āsīāb-e Mīrzā, باغستان سفلی) är en ort i Iran.   Den ligger i provinsen Khorasan, i den östra delen av landet, 700 km öster om huvudstaden Teheran. Bāghestān-e Soflá ligger 1 413 meter över havet och antalet invånare är 610.
Terrängen runt Bāghestān-e Soflá är platt åt sydväst, men åt nordost är den kuperad.Runt Bāghestān-e Soflá är det mycket glesbefolkat, med 5 invånare per kvadratkilometer. Närmaste större samhälle är Ferdows, 10,0 km sydväst om Bāghestān-e Soflá. Trakten runt Bāghestān-e Soflá är ofruktbar med lite eller ingen växtlighet.